# Перфугас
Перфугас, Перфуґас (італ. Perfugas, сард. Pèifugas) — муніципалітет в Італії, у регіоні Сардинія, провінція Сассарі.
Перфугас розташований на відстані близько 330 км на захід від Рима, 185 км на північ від Кальярі, 30 км на північний схід від Сассарі.
Населення — 2393 особи (2014).

## Демографія
Населення за роками:

Станом на 1 січня 2023 року в муніципалітеті офіційно проживало 50 іноземців з 13 країн, серед них 22 громадяни країн Євросоюзу та 2 громадяни України.

## Сусідні муніципалітети
- Бортіджадас
- Бульці
- К'ярамонті
- Ерула
- Лаерру
- Мартіс
- Санта-Марія-Когінас
- Темпіо-Паузанія